# Arab Radio and Television
Arab Radio and Television (ART) é um canal de televisão árabe, transmitido em todo o mundo. No Brasil é transmitido por algumas empresas de TV a cabo. Em 1 de março de 2016, a operadora Vivo TV deixa de transmitir o canal e substituído pela Telefe Internacional Em 3 de março de 2016 é substituído pela rede argentina Telefe.

## Lista de canais da Arab Radio and TV Network
Arab Radio and TV Network consiste nos seguintes canais:
- ART Aflam 1: Canal de filmes árabes
- ART Aflam 2: Canal de filmes árabes
- ART Cinema: Canal de filmes árabes
- ART Movie World: Canal de filmes em inglês
- ART Hekayat: Canal de séries árabes
- ART Hekayat 2: Canal de séries árabes
- ART Hekayat Kaman: Canal de séries árabes (séries da Síria e do Golfo)
- ART Hekayat Zaman: Canal de séries árabes (séries antigas)
- ART Tarab: Canal de canções clássicas
- ART AlZaeem: Canal saudita de esporte
- ART Ein: Canal de variedade árabe (não codificado)
- Iqraa: Programnas religiosos (não codificado)
- ART Sport 1-9 : Canais de esporte (descontinuado)
- ART Prime Sport: Canalde esporte em inglês (descontinuado)

### Canais internacionais
- ART America: América do Norte
- ART Movies America: América do Norte
- ART Variety: Austrália e Pacífico
- ART Europe: Europa
- ART Latino: América Latina